# After the Dark
After the Dark ou The Philosophers (Brasil: Jogos do Apocalipse / Portugal: O Fim dos Tempos) é um filme norte-americano-indonésio de drama, ficção científica e thriller psicológico. Foi escrito e dirigido por John Huddles e estrelado por James D'Arcy, Sophie Lowe, Daryl Sabara, Freddie Stroma, Rhys Wakefield e Bonnie Wright.
Estreou no Festival Internacional de Cinema Fantástico de Neuchâtel (NIFFF) em 7 de julho de 2013, e no Fantasy Filmfest em 21 de agosto de 2013. Teve lançamento limitado nos Estados Unidos pela Phase 4 Films em 7 de fevereiro de 2014. Foi lançado no Brasil em DVD e disco blu-ray pela Paramount Pictures em 1 de agosto de 2014.[carece de fontes?]

## Sinopse
Na última aula de filosofia em uma escola internacional em Jacarta, o professor Eric Zimit propõe aos seus vinte alunos formandos um jogo de raciocínio e lógica onde eles seriam os últimos sobreviventes de um apocalipse nuclear com acesso à um abrigo nuclear. Para isso, cada aluno deve tirar uma carta de uma caixa que contém profissões e qualidades para cada um. Eles terão que se basear nessas informações para decidirem quem entrará no abrigo (incluindo o professor), que suporta apenas dez deles. O objetivo é provar que podem fazer as escolhas certas para sobreviveram durante um ano no abrigo e reconstruírem a civilização na Terra.

## Elenco
- James D'Arcy como Eric Zimit
- Sophie Lowe como Petra
- Daryl Sabara como Chips
- Freddie Stroma como Jack
- Rhys Wakefield como James
- Bonnie Wright como Georgina
- Jacob Artist como Parker
- George Blagden como Andy
- Philippa Coulthard como Poppie
- Katie Findlay como Bonnie
- Natasha Gott como Yoshiko
- Taser Hassan como Nelson
- Chanelle Bianca Ho como Mitzi
- Darius Homayoun como Toby
- Cinta Laura Kiehl como Utami
- Melissa Le-Vu como Plum
- Maia Mitchell como Beatrice
- Erin Moriarty como Vivian
- Toby Sebastian como Russell
- Abhi Sinha como Kavi
- Hope Olaidé Wilson como Omosedé
- Asger Mariager como James (7 anos de idade)
- James Moriarty como James (12 anos de idade)
- Chamroeun Bustraan como James (16 anos de idade)
- Trent Junior como Homem obeso
- Zachary Fairless como Melhor amigo
- Julia Hodges como Melhor amiga
- Katherine Robertson como Estudante
- Kory Brown como Estudante
- Jack Hooker como Estudante
- Piper Hinson como Estudante
- Melissa Kaskel como Estudante
- Michael Rougeau como Estudante
- Endang Pratiwi como Camelô (voz)